# Toronan
Toronan is een bestuurslaag in het regentschap Pamekasan van de provincie Oost-Java, Indonesië. Toronan telt 2239 inwoners (volkstelling 2010).